# Heterophyes heterophyes
Heterophyes heterophyes è una specie di trematoda della famiglia Heterophyidae. È un parassita intestinale umano.
È diffuso in Africa, Asia minore, Corea, Cina, Giappone, Taiwan e Filippine.

## Ciclo vitale

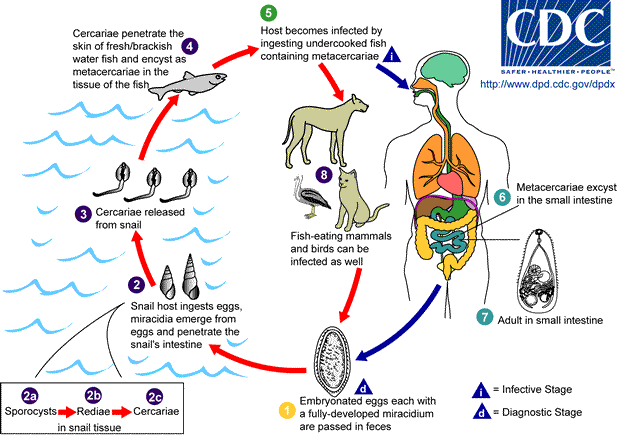
Ciclo vitale di Heterophyes

Gli adulti vivono nell'intestino di mammiferi e uccelli. Le uova, espulse con le feci, si schiudono solo quando vengono ingerite da una lumaca (primo ospite intermedio) della specie Pirenella conica in Egitto o Cerithidia cingula in Giappone). All'interno della lumaca il miracidio diventa una sporociste che comincia a produrre redie. Le redie producono cercarie che escono dalla lumaca, nuotano verso la superficie dell'acqua e quindi cadono lentamente verso il fondo. Durante questa discesa entrano in contatto con un pesce (secondo ospite intermedio), ne penetrano l'epitelio e si annidano nel tessuto muscolare. L'ospite definitivo (uomo o animale) viene infettato mangiando pesce crudo o poco cotto.

## Trattamento
La parassitosi viene trattata con praziquantel.